# Mirovne misije Organizacije združenih narodov
Mirovne sile Organzacije združenih narodov so poseben, edinstven in dinamičen instrument, kot ga je razvil Oddelek mirovnih operacij Organizacije združenih narodov (DPKO), da bi državam, "raztrganim zaradi konfliktov, pomagala ustvariti pogoje za trajen mir." 
Pripadniki mirovnih sil spremljajo in opazujejo mirovni proces in pomagajo nekdanjih vojakom in bojnim silam pri izvajanju mirovnih sporazumov, kot so bili sporazumno podpisani. Pomoč lahko nudijo v različnih oblikah, z ukrepi, ki dvigajo samozavest, z deljenjem moči in uveljavitve interesov, pomoč pri volilnih procesih, omogočanje pravnih procesov in prava, olajšanje gospodarskega in socialnega razvoja. Modre čelade oz. modre beretke (gre za značilno pokrivalo mirovnih sil) so sestavljene tako iz vojakov, policistov, upravnega osebja. 
Listina Organizacije Združenih narodov daje varnostnemu svetu Združenih narodov moč in odgovornost za sprejetje skupnih ukrepov za ohranjanje mednarodnega miru in varnosti. Zaradi tega so običajno mednarodna skupnost pričakuje, da bo Varnostni Svet pooblasti mirovne operacije prek dovoljenja iz 4.poglavja.
Večino teh operacij se vzpostavi in izvaja preko Združenih Narodov, vojaki pa samo izvajajo operativni nadzor. Pripadnik mirovnih sil ne pripada vojski OZN in ohrani naloge vojske države, kateri pripada. Svet lahko pooblasti izvajanje nalog Mirovnih sil tudi regionalnim organizacijam, kot so Organizacije severnoatlantske pogodbe (NATO),  ali koalicije voljnih držav ali gospodarske skupnosti zahodno-afriških držav za izvajanje mirovne operacije ali nalog uveljavitve miru.
DPKO je izdal na najvišji ravni dokument doktrine z naslovom "Mirovne Operacije OZN: Načela in Smernice", ki je bilo izdano v letu 2008.

## Proces in struktura
Mirovne sile so sestavljene iz oddeljenih sil držav članic na prostovoljni osnovi. 31. decembra 2013 je bila skupna velikost mirovnih sil OZN 98,200 policije, vojske in vojaških strokovnjakov. Evropejci prispevajo skoraj 6000 enot skupaj. Pakistan, Indija in Bangladeš sta med največjimi posamezni prispevki z okoli 8.000 enot s strani vsake države. Afriški narodi so prispevali skoraj polovico celotne sestave, skoraj 44,000 enot.
Novi podatki (Marec 2017) kažejo, da je uniformiranega osebja 96,477 (pri tem vojakov: 82,712 - policistov:11,944 - vojaških strokovnjakov: 1,821). Civilnega osebja je: 14,258 (mednarodnega: 4,784 - lokalnega: 9,474 - prostovoljcev je 1,577). Trenutno število vseh ljudi, ki delujejo v okviru mirovnih sil v okviru 16 misij je 113,394. Mirovne sile prihajajo iz 124 držav. 
Od ustanovitve mirovnih sil je umrlo 3,553 oseb, v trenutnih misijah pa je umrlo 1,772 oseb. Vsaka mirovna misija je avtorizirana s strani Varnostnega sveta.

### Stroški
Leta 1993 so letna prizadevanja ZN za ohranjanje miru dosegla na nekaj 4 milijarde €, kar odraža stroške operacij v nekdanji Jugoslaviji in v Somaliji. Leta 1998 so stroški padli pod 1,4 milijardo €. Z dvigom in razširitvijo obsega poslovanja so bili stroški za mirovne misije ZN povečani na 4 milijarde € v letu 2001. V letu 2004 je proračun znašal 3,5 milijarde €. Leta 2006 je proračun znašal približno 5 milijarde €. Odobren proračun, ki velja od julija do julija 2016-2017 je vreden okoli 9 milijard €. 

### Struktura
Mirovne sile Združenih narodov imajo tri centre moči. Prvi je Posebni predstavnik generalnega sekretarja OZN, ki je uradni vodja misije. Ta oseba, ki je odgovorna za vse politične in diplomatske dejavnosti, nadziranje odnosov s strani obeh strank mirovne pogodbe in vseh članic OZN na splošno. Pogosto so to izkušeni člani sekretariata. Drugi je poveljnik sil, ki je odgovoren za nameščene vojaške enote. Pogosto je to višji oficir nacionalne vojske, praviloma ene države, ki je prispevala največ vojakov v misijo. Tretji je administrativni oficir, ki nadzira dobave in logistiko, in koordinira potrebno nabavo blaga. Zaradi narave mirovnih sil je pomembno pravočasno naročanje, saj podpora ni samoumevna in je praviloma večkrat preizpraševana.

## Zgodovina

### Hladna vojna in mirovne operacije
Mirovne sile OZN so bile prvotno razvite v času hladne vojne kot sredstvo za reševanje sporov med članicami z uporabo neoboroženega ali rahlo oboroženega vojaškega osebja iz več držav pod poveljstvom ZN. Območja v katerega so posegle mirovne sile, so praviloma potrebovale nevtralne opazovalce, ki so predvsem opazovale in poročale o mirovnem procesu. Značilnost hladne vojne so bile povezave med konflikti in pomembnimi stalnimi članicami varnostnega sveta OZN, kar je zahtevalo trajno stabilnost območja in mednarodnega miru in varnosti. Narava hladne vojne so povzročale majhne konfliktne situacije, kjer so se stopnjevali interesi članic velesil. Do februarja 2009, je bilo 63 mirovnih operacij ZN od leta 1948, s 16 operacij v teku. Predlogi za nove misije izhajajo vsako leto.
Prva mirovna misija je začela delovati leta 1948. Misija Združenih Narodov (UNTSO) je bila poslana v novonastalo državo Izrael, kjer je konflikt med Izraelci in arabskimi državami le dosegel premirje. A UNTSO ostaja v uporabi še danes. Podobno dolgo delovanje imajo tudi mirovne sile UNMOGIP, ki so bile leto kasneje ustanovljene za potrebe pomiritev s strani Indije in Pakistana na Indijski podcelini. Podobo dolgo delovanje so imele mirovne sile tudi po Korejski vojni.
Takšne mirovne sile, kot jih poznamo sedaj, se pričnejo s Sueško krizo leta 1956, kjer bi v konflikt bile vpletene različne države, kot je Združeno Kraljestvo, Francija, Izrael in Egipt. Lester Bowles Pearson je predlagal, da OZN zagotovi mirovne sile. Sprva ponujeni kanadski vojaki niso bili pravšnja rešitev, saj bi lahko prevladali interesi Commonwealtha. Na koncu je Pearson bil nagrajen z Nobelovo nagrado za mir in šteje za začetnika sodobne mirovne operacije.
Leta 1988 so Nobelovo nagrado za mir prejele tudi Mirovne sile Združenih Narodov za svoja prizadevanja. Sporočilo za javnost je izjavilo, da sile "predstavljajo očitno skupnosti narodov" in so "naredile odločilen prispevek" za reševanje konfliktov po vsem svetu.

### Od leta 1991
Po koncu hladne vojne se razmišlja o širitvi mirovnih sil in njihovih pristojnosti. Preoptimistične ocene so prinesle velika razočaranja v Ruandi in Bosni in Hercegovini. Mirovne sile pa so dosegle tudi uspehe v Mozambiku in El Salvadorju.
Mirovne sile so praviloma ohranjale obstoječe mirovne sporazume, po hladni vojni pa nastaja potreba po grajenju stabilne pravne ureditve in trajne oblike vladanja, pa tudi stabilne uprave, kar pa vidno presega prejšnjo ureditev in reševanje in pomeni že grajenje miru in ne le njegovo ohranjanje in lahko poseže v suverenost države, kar je nevarno .
V juniju 2013 je Pakistan prispeval največ splošno z 8,186 oseb, sledijo Indija (7,878), Bangladeš (7,799), Etiopija (6,502), Ruanda (4,686), Nigerija (4.684), Nepal (4,495), Jordanija (3,374), Gana (2,859) in Egipt (2,750).

## Rezultati
Po študijah prisotnost mirovnih sil bistveno zmanjšuje tveganje za ponovno vojskovanje. Prisotnost mirovnih čet pomeni manj civilnih žrtev in bolj urejeno življenje. Izkušnje kažejo, da napotitev mirovnih sil tudi olajšajo mirovna pogajanja in vzpostavljanje premirja. Ugotavlja se tudi da prisotnost mirovnih sil lahko prinese podobne učinke kot siceršnja vojna, ugotavlja se povečanje otroške prostitucije in kriminalne dejavnosti.